# Смуђење
Смуђење је средњевековна казна која се састоји у прљењу браде и косе. 
Казна прљења браде и косе била је раширена у Средњевековној Србији и Дубровнику, док се у Византији кажњавало присилним шишањем са намером да се ошишани обешчасти, како преноси једна од новела цара Лава Матије Властара синтагмат. Седам стражара који су ноћу напустили дубровачке зидине осуђено је на прљење браде и косе. Као знак достојанства и части властеоска брада је неприкосновена. Осмуђивање браде и косе Душанов законик предвиђа само за потчињени сталеж себара: И ако властелш, или властели-ић, опсује себра, да плати сто перпера; аколи себар опсује властелина, или властеличића, да плати сто перпера и да се осмуди (члан 55). Одбеглог меропха господар је имао право да осмуди и нос распори (члан 201), а казна прљења браде и косе чекала је и коловође себарских зборова. 